# Interlingue-literatuur
Interlingue-literatuur omvat in brede zin het geheel aan fictieve en non-fictieve werken die zijn geschreven of vertaald in de kunsttaal Interlingue. Hoewel de literatuur grotendeels bestaat uit originele korte verhalen en vertalingen die zijn gepubliceerd in het centrale tijdschrift van de taal, Cosmoglotta, bestaan er ook volledige romans en poëziebundels — met name van auteurs als Vicente Costalago, Jan Amos Kajš en Jaroslav Podobský.

## Achtergrond
Interlingue, ook bekend als Occidental, is een internationale hulptaal die in 1922 werd gecreëerd door de Estse leraar Edgar de Wahl. De woordenschat is grotendeels West-Europees en voornamelijk gebaseerd op de Romaanse talen, met sterke invloeden uit het Engels.
De taal werd voor het eerst gepresenteerd in 1922 in het tijdschrift Kosmoglott (later hernoemd tot Cosmoglotta), waar het een groep aanhangers verzamelde. Door het ontbreken van gepubliceerde grammatica’s en standaardisatie gebruikten de vroegste werken in de taal vaak niet-standaard spelling en grammaticale structuren.

## Publicaties

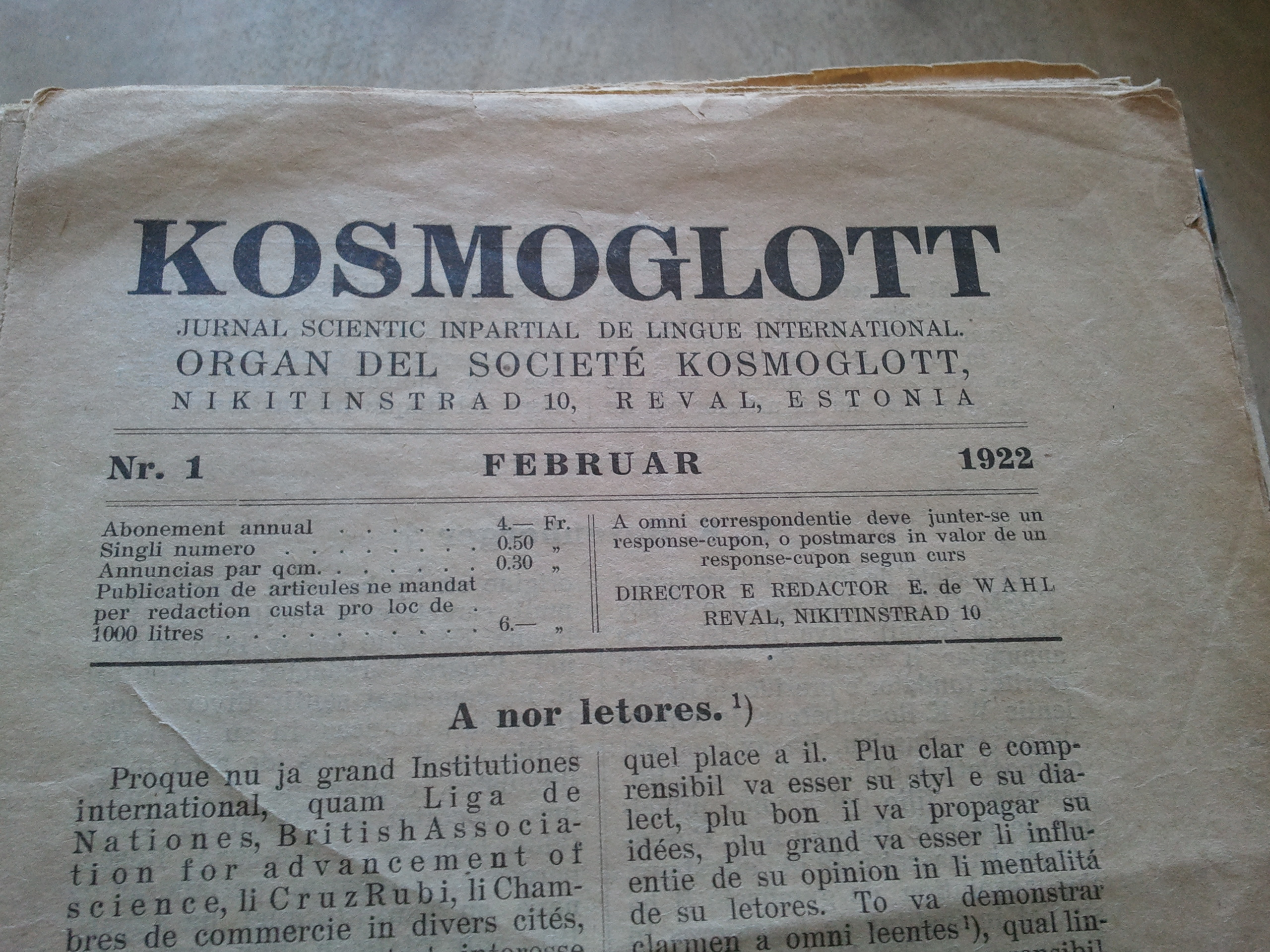
1925 – eerste editie van Kosmoglott.

De eerste bekende publicatie in het Interlingue is het boek Transcendent algebra, ideografie matematical, experiment de un lingue filosofic (Interlingue: Transcendent algebra, ideografie matematical, experiment de un lingue filosofic) van de Estse taalkundige Jakob Linzbach. Dit boek was een voorstel voor een pasigrafie (een universeel schrift). Het werd op verzoek van Linzbach vertaald in het Interlingue door Edgar de Wahl. Deze publicatie verscheen vóór de formele standaardisering van de taal in Kosmoglott, terwijl de taal zich nog in ontwikkeling bevond en bekend stond als een voorlopige taal genaamd “Auli”.
Het eerste literaire werk in Interlingue als kunstvorm werd geleverd door Kaarle Julius Saarinen: een vertaling van het gedicht "Hymne" van de Finse journalist en schrijver Kaarlo Hammar. Dit verscheen in de editie van Kosmoglott uit 1925. Rond deze tijd verschenen ook verschillende andere vertalingen van buitenlandse literatuur, onder meer door A. Toman. Zo publiceerde hij de gedichten Wanderer's Nightsong van Goethe in een bijlage van Kosmoglott uit 1926, evenals een vertaling van Nationalism in the West van Rabindranath Tagore.
In de bijlage Supplement al Cosmoglotta 7 (1927) werd een vertaling gepubliceerd van werk van de Perzische dichter Saadi Shirazi, samen met werk van Hermann Keyserling in de daaropvolgende uitgave van 1927.
Een reeks vertalingen werd uitgebracht in de jaren 1930, waaronder Where is my home? van Konstantin Balmont, Manuel Menendez van Edmondo De Amicis, en A Descent into the Maelström van Edgar Allan Poe. Daarnaast werden ook verschillende originele werken gepubliceerd, zoals de poëziebundel Li Astres del Verne (De Planeten van de Lente) door Podobský, Krasina, raconta del subterrania del Moravian carst door Kajš, en diverse werken van A. E. Cortinas en P. Dimitriev. In 1930 verscheen de bundel met korte verhalen Historiettes in Occidental van Ric Berger.

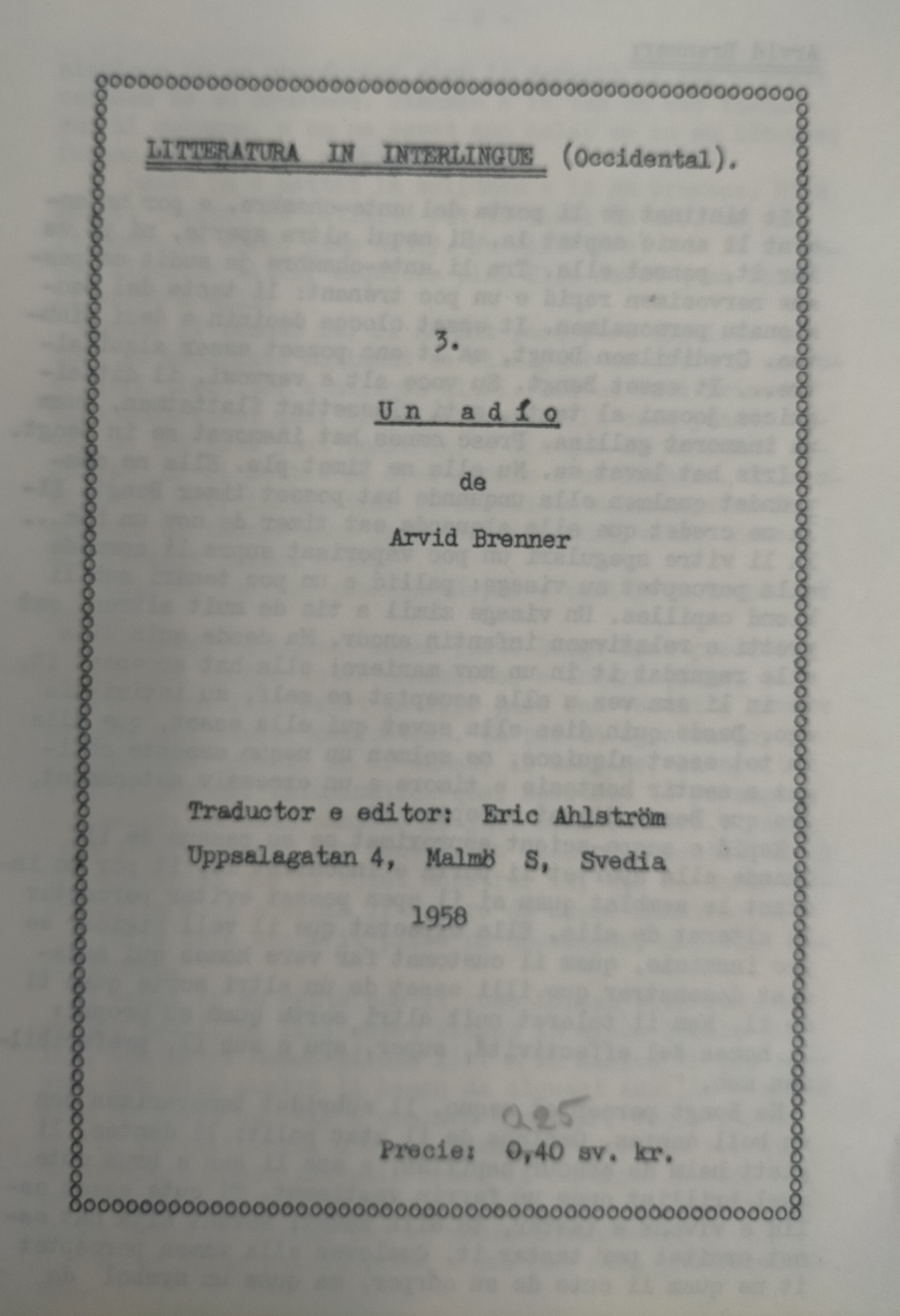
Un Adío (Een Afscheid), door Arvid Brenner, vertaald in 1958 door Eric Ahlström.

In 1951, met de creatie van Interlingua, begonnen veel aanhangers van Interlingue – waaronder Ric Berger, een van de belangrijkste figuren van de beweging – deze nieuwe taal van de IALA te steunen. Dit leidde tot een grote destabilisatie van de Interlingue-beweging. Hoewel Cosmoglotta bleef verschijnen, gebeurde dit steeds minder vaak en stopte de publicatie uiteindelijk in 1985. Volgens de Esperantistische auteur Don Harlow verklaarde redacteur Adrian Pilgrim dat Interlingue op dat moment als een "dode taal" kon worden beschouwd. [bron nodig]
Toch bleef de publicatie van nieuwe literatuur in Interlingue doorgaan tijdens de jaren 1950 en het begin van de jaren 1960, met vertalingen zoals A Mother Speaks van de Tsjech Jiří Marek in 1954, De rede tot de hoofden van Lebak van Multatuli, en Het trouwhemd (Wedding Shirt) van Karel Jaromír Erben, vertaald door Josef Křesina.
Andere vertaalde werken waren onder meer Un Adío (Een Afscheid) van Arvid Brenner en A Desertor van Bo Bergman, beide vertaald door Eric Ahlström in 1958. In 1964 publiceerde Francis R. Pope de bundel Poemas (Gedichten), met vertalingen van poëzie uit het Duits, Frans en Engels.

## Heropleving sinds 1999
De heropleving van het Interlingue begon in 1999, met de oprichting van een Yahoo!-groep voor de taal, na een periode van verval in de jaren 1980 en 1990. In het begin van de jaren 2000 werd de Interlingue Wikipedia opgericht, die in 2020 meer dan 5000 artikelen telde.[4]
Sinds 2000 zijn er veel originele teksten en vertalingen in Interlingue verschenen. De eerste was een vertaling van Stendhal’s La Chartreuse de Parme (Li Cartusie de Parma), vertaald door Robert Winter in 2011. In 2012 publiceerde Thomas Schmidt het werk Li Munde de Sandra in het online tijdschrift Posta Mundi, dat is gewijd aan teksten in kunsttalen. Daarna volgden vertalingen van De Kleine Prins in 2014 en Li Romance de Photogen e Nycteris in 2019.
Tussen 2021 en 2023 publiceerde Vicente Costalago verschillende originele en vertaalde teksten in Interlingue. Onder de originele werken zijn Li sercha in li castelle Dewahl e altri racontas, Li tresor de Fluvglant, Subuqti, en Verses escapat de mi mente. Onder de vertalingen bevinden zich Antologie hispan, Fabules, racontas e mites, en Antologie de poesie europan.
Een andere belangrijke schrijfster is Dorlota Burdon, die meerdere originele verhalen publiceerde in het tijdschrift Posta Mundi. Ze vertaalde ook The Lunatic van Khalil Gibran.

## Bekende auteurs
- Jan Amos Kajš
- Jaroslav Podobský
- Engelbert Pigal
- Abram Kofman
- A.E. Cortinas
- Ilmari Federn
- Thomas Schmidt
- Dorlota Burdon
- Vicente Costalago

### Citaten
1. ↑  Moret, Sébastien (2019). Jakob Linzbach on his life and work. Sign Systems Studies 47 (1/2): 305–334. ISSN: 1736-7409. DOI: 10.12697/SSS.2019.47.1-2.11.
2. 1 2  (eo) Barandovská-Frank, Vĕra, Latinidaj planlingvoj. Uniwersytet im. Adama Mickiewicza w Poznaniu [Adam Mickiewicz University in Poznan]. Geraadpleegd op 20 november 2023.
3. ↑  (ie)  Linzbach, Jakob (1921). Transcendent algebra, ideografie matematical, experiment de un lingue filosofic, Tallinn, "De autor" "mi ha petit li conosset cosmoglottist sr. E. de Wahl traducter li textu de ti ci brochur in composit de il lingue universal auxiliari "Occidental" [I have asked the famed interlinguist Mr. E. de Wahl to translate the text of this brochure into his international auxiliary language "Occidental"]"
4. 1 2 3 4 5  Costalago 2022, pp. 4-5.